# Thornaby-on-Tees
Thornaby-on-Tees, ook Thornaby, is een civil parish in het bestuurlijke gebied Stockton-on-Tees, in het Engelse graafschap North Yorkshire. De plaats telt 24.741 inwoners.

## Geboren in Thornaby-on-Tees
- Pat Barker (1943), schrijfster en historica